# 井原弥一郎
井原 弥一郎（井原 彌一郎、いはら やいちろう、1922年〈大正11年〉8月29日 - 1972年〈昭和47年〉10月13日）は、日本の政治家・実業家。埼玉県与野市議会議員・埼玉県議会議員・与野フードセンター初代社長を歴任した。元与野市長の井原勇は実弟である。

## 生涯
埼玉県北足立郡与野町（現：さいたま市中央区）出身。貿易商を営む井原和一の長男として生まれる。井原家は与野でも有数の名家で、弥一郎の曾祖父弥四郎・祖父貞亮（ていすけ）はともに与野町長を務め、和一ものちに与野町会議員・与野町長・埼玉県議会議員を務めることになる名望家であった。
旧制浦和中、法政大学経済学部経済学科卒業。法政大学在学中に学徒出陣し、大学卒業の翌年に終戦を迎え復員。
復員後は父の和一が始めた肥料商の手伝いに従事。1948年（昭和23年）に化粧品取扱会社を設立し、その経営にあたった。
1959年（昭和34年）37歳の時に与野市議会議員に自民党から立候補し当選。
1960年（昭和35年）10月1日、与野尋常高等小学校・浦和中学校の同級生であった正野三郎と与野フードセンターを設立。初代社長に就任したが公職との兼ね合いもあり、会社経営の実務は専務取締役の正野に一切を任せた。
当時政治家の汚職事件が新聞紙上を賑わせた際、井原は正野に自分の議員としての考え方を次のように語ったという。
「金のない者が議員になって一儲けなんて思うからそうなるんだよ。ことに地方議員は生活に不自由しないものが“奉仕”としてやらなくちゃいけないと思うんだ。僕の家はいってみれば与野市民のおかげで今日になったんだから、『井原家の当主は代々与野市の公職に就いて、何かしなくちゃならない』という家憲のようなものがあってね……。十五代といっても、ほんとに財産を築いたのは二、三代だったらしいから……。わからないけど、キレイゴトばかりしていたわけじゃないだろうからね。その“罪滅ぼし”の為にも、僕は議員を辞められないんだよ」
この言葉通り、井原もまた曾祖父弥四郎・祖父貞亮・父和一と同様に、その半生涯を与野市や埼玉県の発展に捧げる事になる。
1963年（昭和38年）与野市議会議員を辞し、埼玉県議会議員選挙に南四区から自民党候補として立候補し初当選。その後急逝までの3期9年に渡り県議会議員を務めた。
1972年（昭和47年）9月25日、井原は県議会の委員として秋田県議会視察に向かったが、同月26日朝、秋田到着後に宿泊先で突然、脳内出血を起こし病院に搬送され、一進一退の病状を繰り返していたが、翌月13日に家族や正野ら友人に見守られながら不帰の客となった。50歳没。同月17日、特旨を以て位記を追賜され、従六位勲五等に叙され、瑞宝章が追贈された。
同年10月17日に菩提寺の円乗院で告別式が行われ、4,000名を超える会葬者が参列した。戒名は「鴻徳院敬山道秀譲弥大居士」。
県議会では井原の突然の死を悼み、同年10月16日の議会で一同起立の上黙祷が捧げられ、旧制浦和中学校の先輩に当たる押田赴夫議員が代表で追悼の辞を述べた。ついで、議員提出議案として井原の哀悼決議が提出され、総員起立で可決された。